# Photedes manteufeli
Photedes manteufeli là một loài bướm đêm trong họ Noctuidae.